# AXA Center
L'AXA Center, in origine noto come The Equitable Tower, è un grattacielo situato al 787 7th Avenue a New York City, Stati Uniti d'America.
Il 10 giugno 2019 un elicottero ha tentato un atterraggio di emergenza sul tetto dell'edificio schiantandosi; nell'impatto l'unica vittima è stata il pilota del velivolo.